# 楊秉彝
楊秉彝（1927年3月23日—2023年3月25日），生於山西崞縣，台灣廚師與企業家，為鼎泰豐創辦人。

## 生平
在國共內戰期間，於1948年乘花蓮輪由上海經台灣基隆港，至台北市投靠其舅舅，自此居留台灣，到達台灣時，身上只有二十元。其舅媽為上海人，為他介紹至恆泰豐油行工作。恆泰豐油行老闆王尹夫為上海人，其店中主要販售黃豆油、麻油與米醋。楊秉彝由送貨員開始，之後負責管理帳本與貨物進出。1955年，與其同事賴盆妹結婚。
受店主影響，楊秉彝學會講上海話，並認識許多上海廚師。1958年，恆泰豐油行因老闆王尹夫投資不善而倒閉。經由萬華鼎美油行提供貨源，楊秉彝在台北市臨沂街租賃店面，自行開設油行，從事食用油零售。他結合原店主恆泰豐油行，與鼎美油行的名字，將店名定為鼎泰豐，以示不忘本。經由其同鄉，一名山西籍監察委員的幫忙，楊秉彝為其店面申請到電話號碼，並得到監察院長于右任為其店招牌提字。1963年，買下台北市信義路店面後，把店面移到現址。
1966年，中華民國政府開放民間進口美國黃豆，在政策獎勵推動下，工業製油逐漸取代傳統油行。1968年，農委會委托台大教授董大成抽查市面傳統油行販賣的花生油，發現其中三分之二含有黃麴毒素。這個新聞影響了消費者對於傳統油行的信心。1969年，企業家陳書友推出總源沙拉油，以便宜價格與優良品質獲得市場喜愛，消費者紛紛轉而購買罐裝沙拉油。傳統油行受到很大打擊，鼎泰豐油行生意也受到影響。
1972年，經熟悉的上海餐館復興園老闆唐永昌建議，與曾在紅豆食府工作的廚師魯紀忠合作，楊秉彝分租店面一半給魯紀忠賣上海點心，包括小籠包、千層糕、菜餃等，在收入中分成。另一半店面原本繼續販賣食用油，隨著餐廳生意越來越好，其妻賴盆妹找來客家廚師羅綸標負責麵點製作，把另一半店面改成賣台灣牛肉麵等麵點料理。
1974年，魯紀忠決定歇業，楊秉彝頂下所有器材，聘請上海廚師蔡永信，繼續做上海點心生意。鼎泰豐全面轉為餐廳。美食家唐魯孫於1982年兩度在《聯合早報》發表文章，推薦鼎泰豐的小籠包真材實料，使得鼎泰豐打開名聲。1993年被美國時代雜誌列入全世界十大最佳餐廳名單中。
楊秉彝重視餐點品質，專心投入鼎泰豐生意，雖然有多間商場希望與他合作，邀請他開分店，擴張經營據點，但皆遭拒絕。1995年，由其長子楊紀華接手鼎泰豐經營。
2023年過世，享壽96歲。

## 家庭
楊秉彝有兩段婚姻。1946年在家鄉首次結婚，但不久就因戰亂分離。
在台灣，與其妻賴盆妹生有子女五人，長女楊美芳，長子楊紀華，次子楊國華，次女楊紀蘭與么女楊美蘭。皆投入鼎泰豐工作。

## 流行文化
2009年客家電視台連續劇《十里桂花香》，取材自楊秉彝與賴盆妹的愛情故事。由男演員阿布與樊光耀分別飾演男主角楊秉彝少年與中年時期。